# 古畑和孝
古畑 和孝（ふるはた かずたか、1931年（昭和6年）6月9日 - ）は、日本の社会心理学者、東京大学名誉教授。父は、法医学者・医学博士・東京大学名誉教授・日本学士院会員の古畑種基。

## 人物
石川県金沢市出身。三重県人・古畑種基の四男。金沢医科大学教授を務めていた父・種基は1936年、東京帝国大学教授に任ぜられ医学部に勤務した。
1954年、東京大学教育学部教育心理学科卒業。同大学院人文科学研究科修士課程、同博士課程を経て、1960年～64年米国イリノイ大学留学。国際基督教大学、東京大学文学部、帝京大学文学部の各教授を歴任。

## 略歴
- 1950年 東京都立小石川高等学校卒業、東京大学教養学部文科一類入学。
- 1954年 東京大学教育学部教育心理学科卒業。
- 1956年 東京大学大学院人文科学研究科修士課程修了。
- 1958年 東京大学大学院人文科学研究科博士課程2年修了中途退学。
- 1958年 東京大学教育学部助手。
- 1960年 - 1964年米国イリノイ大学留学。（フルブライト・プログラムおよびイリノイ大学グラデュエイト・フェロー）
- 1961年 - 1964年米国イリノイ大学リサーチ・アシスタント。1964年、Ph.D.。
- 1964年 - 1977年 国際基督教大学専任講師、助教授、准教授、教授、教育学科長。
- 1977年 - 1992年 東京大学文学部社会心理学助教授、教授。
- 1992年 定年退官、名誉教授、帝京大学文学部教育学科教授。
- 2001年 - 2008年 同心理学科教授。
- 2001年 日本社会心理学会名誉会員[3]。
- 2001年 日本グループ・ダイナミックス学会名誉会員[3]。

## 主要関心・研究領域
対人関係双生児、兄弟、親子、家族、友人、リーダー-フォロアー、医師-患者、既知-未知など
対人態度好意、魅力、愛など
道徳性価値観、人間性など
協同ー競争集団、公正-公平などを含み
教育社会心理学
いじめ、学級社会などを含み

## 著書

### 単著
- 『よりよい学級をめざして：学級心理学の基本問題』（学芸図書、1983年）ISBN 9784761600761
- 『道―父・母・私―』（学芸図書、1992年）
- 『好きと嫌いの人間関係：魅力と愛の心理学』（有斐閣、1993年）ISBN 9784641181977
- 『人間性を育てる教育』（慶應義塾大学出版会、1998年）ISBN 9784766407020
- 『交流:既知と未知を超えて―ワコウの日記から』(古畑和孝、2007年)(A5判、860頁）

### 編書
- 『追想 古畑種基』（珠真書房、1976年）
- 『人間関係の社会心理学』（サイエンス社、1980年）
- 『社会的行動の発達：発達社会心理学講座・1』（学芸図書、1988年）
- 『道徳性の診断と指導』（東京心理、1992年）（改訂増補版、1999年）
- 『社会心理学小辞典』（有斐閣、1994年）（共編：増補版、2002年）
- 『幼児の人間関係の指導』（学芸図書、1995年）

### 共編
- 『人間科学としての心理学』（サイエンス社、1978年）
- 『心理学7・家族心理』（有斐閣、1979年）
- 『現代社会心理学』（朝倉書店、1984年）
- 『世界は日本をどう見ているか』（日本評論社、1987年）

### 訳書
- T.M.ニューカム・他『社会心理学：人間の相互作用の研究』（岩波書店、1973年）

### 監訳
- E.アロンソン『ザ・ソーシャル・アニマル』（6版）（サイエンス社、1984年）
- ショー・コスタンゾー『社会心理学の理論』(Ⅰ・Ⅱ)(サイエンス社、1984年）
- P.G.ジンバルドー『心理学への招待』（全26巻）（丸善、1992年）;(DVD版)(丸善、2011年）

### 共監訳
- P.G.ジンバルドー『現代心理学』（Ⅰ・Ⅱ・Ⅲ）（サイエンス社、1982年）

### テスト
- K-F道徳性診断検査（東京心理、1987年）
- HEART（L・M・H版）（東京心理、1992年）（S版、1996年）

### 論文
- 「一卵性双生児における性格差異と相互依存関係について」『教育心理学研究』 第2巻 2号 (1954)
- 「双生児研究概観」『東京大学教育学部紀要』 第1巻 (1956)
- 「協同と競争 (1)(2)」 ICU (国際基督教大学) 『教育研究』 第3巻 (1956) - 4巻 (1957)
- 「学級社会のグループ・ダイナミックス 1 協同と競争」『現代教育心理学大系 8. 学級社会の心理』 中山書店 (1958)
- 「学習の心理」 岡部弥太郎ほか編 『教育心理学』 東京大学出版会 (1965)
- 「競争と協同」『児童心理』 第19巻 4号 (1965)
- 「学級経営の原理」 宮田丈夫編 『講座学級経営 1. 学級経営の展望』 明治図書出版 (1967)
- 「リーダーとしての教師」 宮田丈夫編 『講座学級経営 2. 学級経営の創造』 明治図書出版 (1967)
- 「学校における人格形成」『教育学全集 1. 人格形成』 小学館 (1968)
- 「集団内協同と集団間競争」『学級経営』 第4巻 5号 (1969)
- 「社会的学習」『児童心理学講座 2. 発達と学習』 金子書房 (1969)
- 「均衡理論の適用による母-子の態度に関する研究 (1)(2)」 ICU 『教育研究』 第14巻 (1969) - 15巻 (1971)
- 「学習と集団」 沢田慶輔ほか編 『教育心理学』 有斐閣 (1970)
- 「リーダーシップ」 水原泰介編 『講座心理学 13. 社会心理学』 東京大学出版会 (1971)
- 「母親から子どもへのフィードバックの子どもの行動変化に及ぼす影響」『教育心理学研究』 第19巻 3号 (1971)
- 「学級診断」 沢田慶輔編 『学校教育心理学』 東京大学出版会 (1972)
- 「協同への動機づけ」 小口忠彦編 『動機づけの心理学』 明治図書出版 (1972)
- "Cognitive consistency related to attitudinal aspects of mother-child relations", Proceedings in the 20th. International Congress of Psychology, (1972)
- 「人格の発達」 藤永保編 『児童心理学』 有斐閣 (1973)
- 「社会的学習と社会化」 斎藤耕二ほか編 『ハンドブック社会化の心理学』 川島書店 (1974)
- 「準拠集団と道徳性の発達 (1)(2)(3)」 ICU 『教育研究』 第18巻 (1975)・第20巻 (1976)・第21巻 (1977)
- 「準拠集団・準拠人と人格形成」『教育学全集 11. 人格の形成』 (増補版・補説) 小学館 (1976)
- 「態度と斉合化傾向」『講座社会心理学 1. 個人の社会行動』 東京大学出版局 (1977)
- 「競争と協同」 三隅二不二編 『グループ・ダイナミックス』 旺文社 (1978)
- 「オースベル (世界の教育論・22)」『教育心理』 第26巻 11号 (1978)
- 「集団の中のコミュニケーション」 原岡一馬編 『人間探究の社会心理学 3. 人間と集団』 朝倉書店 (1979)
- 「競争の人格形成に及ぼす意義」『児童心理』 第33巻 2号 (1979)
- 「対人魅力の心理」『サイコロジー』 第1巻 9号 (1980)
- 「オースベルの自我心理学」 中西信男ほか編 『心理学 10. 自我・自己』 有斐閣 (1981)
- 『協同-競争の規定因と協同-競争の効果 (昭和55年度文部省科学研究費報告書)』 (1981)
- 「認知と社会的行動」 大山正ほか編 『認知心理学 1. 心理学と認知』 東京大学出版会 (1984)
- 「教師-生徒間のコミュニケーションにおける 2,3 の問題」 水原泰介ほか編 『コミュニケーションの社会心理学』 東京大学出版会 (1984)
- 「集団の構造、機能と集団間関係」古畑和孝ほか共編 『現代社会心理学』 朝倉書店 (1984)
- 「いじめ行動の心理」『児童心理』 第30巻 16号 (1985)
- 「パッケージ性格の心理 5. 自分の性格と他人の性格」 ブレーン出版 (1986)
- 共著 "Effects of film watching on the image of Japan, Japanese, and on other related variables: A multi-national expriment" 『社会心理学研究』 第2巻 1号 (1986)
- 「『再検証・下山事件』を読んで」 サンケイ新聞社 『正論』 (1986年5月号)
- 「社会的態度と認知的斉合性」 大橋正夫ほか共編 『対人関係の心理学』 有斐閣 (1987)
- 「医師-患者関係に関する評価」 辻村明編 『21世紀へ向けての医学と医療 5. 医療と社会』 日本評論社 (1987)
- 「社会心理学の動向」『犯罪学雑誌』 第54巻 2号 (1988)
- 「インティマシーの社会心理学」 平木典子編 『講座・家族心理学 2. 夫と妻-その親密化と破綻』 金子書房 (1988)
- 「『愛』の特集号の編集にあたって-愛の心理学への序説」『心理学評論』 第33巻 3号 (1990)
- 「集団過程 I II」 末永俊郎編 『行動科学 II』 日本放送出版協会 (1990)
- 「競争と協同」 三隅二不二編 『改訂版・人間関係論』 日本放送出版協会 (1991)
- 「発達課題と教育」『教育展望』 第39巻 4号 (1993)
- 「学級社会における個性の諸問題」 日本教材文化研究財団 『研究紀要』 第23巻 (1994)
- 「子どものいじめと人権」『法務省・人権通信』 第29巻 2号 (1994)
- 「豊かな人間個性を育てる教育の創造」東洋館出版社 『初等教育資料』 第704号 (1999)
- 「道徳性発達の心理学的基礎-家庭・学校・社会を通じて」東京神学大学総合研究所 『紀要』 第2号 (1999)
- 「競争心」 詫摩武俊編 『シリーズ人間と性格 3. 性格と対人関係』 ブレーン出版 (2000)
- 「人間関係の社会心理学への道」『人間関係学研究』 第9巻 1号 (2002)

追補
- 「ドルプレイテクニックの文献的研究」(共著)『教育心理学研究』第7巻4号(1959）
- 「質問紙法による幼児の依存性の研究」(共著)『教育心理学研究』第9巻1号(1960)
- 「ドル・プレイ場面における幼児の行動研究」(共著)ICU『教育研究』第7巻(1960)
- ”Effects of cooperation，competition and interpersonal attraction on task performance. ”Dissertation Abstracts(1964)
- ”Effects of cooperation, competition and interpersonal attraction on task performance."University Microfilms(1965)
- 「社会的発達;人格の発達;青年と人間関係(2)大人との関係」 澤田慶輔(編)『青年心理学』東京大学出版会(1966)
- 「集団における協同と競争」『学級経営』第2巻5号(1967）
- 「集団内協同と集団間競争」『学級経営』第4巻5号(1969)
- 「競争と協同」『教育心理』第23巻9号(1975）
- 「態度・価値観の形成」藤永保・他(編)『テキストブック心理学(1)教育心理学(上)』有斐閣(1978)
- （大学人随想）「わが青春のひとこまと進路―レッドパージ反対ストの中での思索と体験」『進路』2月号(1981)
- 「日韓イメージに関する実験的研究」特定研究『文化摩擦・第3回シンポジウム報告書』(1979)
- 「日韓コミュニケーション・ギャップの研究:情報操作による変化(1)書物による変化．『諸君！』第12巻4号(1980)
- 「対韓イメージに関する実験(1)好意的情報と非意的情報」辻村明・他(編)『日本と韓国の文化摩擦』出光書店(1982)
- (司会・指定討論・翻訳)「ドイッチ:公正理論」三隅二不二・他(編)『現代社会心理学の発展Ⅰ』ナカニシヤ出版(1982)
- 「社会的行動と認知」東洋・大山正(編)『認知と心理学』(認知心理学講座・1)東京大学出版会(1984)
- 「「社会的組織体」としての家族についての心理学の視点」古畑和孝・小嶋秀夫(編)『家族心理』(心理学・7)有斐閣(1979)
- 「集団内行動(Ⅰ・Ⅱ・Ⅲ)・集団間行動」小川隆・末永俊郎(編)『行動科学』日本放送出版協会(1986）
- 「教育課程の改訂と道徳教育」『学習指導研修』第9巻3号(1987)
- 「道徳教育の諸問題―道徳的実践力とその評価」『教育経営』第13巻1号(1987）
- 「道徳副読本の奨励と道徳教育」『学習指導研修』第9巻12号（1987)
- 「道徳性発達に関する予備的研究」(第1報告)(共同研究)『日本教育心理学会第29回総会発表論文集』(1987)~(第4報告） 『同33総会発表論文集』(1991)
- 「28の道徳内容に関する小学校児童の発達的変化―道徳性発達に関する心理学的基礎(共著)『教育心理学研究』第38巻1号(1990)
- 「道徳性発達に関する基礎的研究」(小講演)『日本教育心理学会第33回総会発表論文集』(1991)
- 「社会性とは」『教育と医学』第37巻9号(1989)
- 「学級集団」安倍北夫・島田一男(編)『現代教育心理学』ブレーン出版(1978)
- 「よりよい話し合いをするために」『特別活動』第12巻7号(1979)
- 「グループ学習の役割の理論と実際」大内茂男・中野照海(編)『教授メディアの選択と活用』(共著)図書文化(1982）
- 「学級心理学の基本問題」(1~24)『学級経営』第16巻4号~第18巻3号(1981~1983)
- 「「いじめ」の構造を探る」『学習指導研修』第8巻2号(1985)
- 「いじめ―その考察とその対策(その1)「いじめは何故起こるか;(その2)その背景の構造」『中学教育』第30巻7号~8号(1985)
- 「社会心理学から見たいじめとその対策『児童心理』第39巻13号(1985)
- 「現今の教育問題と社会心理学よりの提言」(特別報告)『児童心理』第39巻16号(1985）
- 「学習の場としての社会」永田良昭(編）『社会』（教育心理学講座・6）朝倉書店(1987)
- 「学級はどのように育つか―その発達『教育心理』第35巻5号(1987)
- 「やる気と現代社会」『教育心理』第36巻1号(1988)
- 「好ましい人間関係と思いやりの心」『道徳と特別活動』第5巻1号(1989)
- 「やる気・根気の集団力学」『教育心理』第37巻2号(1989)
- 「集団のやる気」『児童心理』第45巻2号（1991)
- 「個が生きるクラスのまとまり」『児童心理』第45巻9号(1991)
- 「道徳性発達に関する心理学的基礎」（共同研究）第5報告『日本教育心理学会第34回総会発表論文集』～第15報告 『同第46回総会発表論文集』（1992~2006）
- 「HEART 道徳性診断検査」松原達哉（編）『心理テスト法入門』日本文化科学社(1995)
- 「いじめの社会心理学的考察－現代教育の一断面との関係において」『明治大学社会科学研究所公開講演集・昭和62年』(1988)
- （監修）『小学校・郷土資料に根ざした道徳資料集』（第1集~第2集）東京都教育委員会（1995~1996）
- 「中教審「心の教育」答申の背景」尾田幸雄（編）『青少年の心の教育』教育開発研究所(1998)
- 「価値観の測定に関する社会心理学的研究」（共同研究）第1報告『日本心理学会第59回大会発表論文集』 ～ 第3報告『同第63回大会発表論文集』（1995~1999）
- （特集号編集）「魅力と愛の社会心理学」『実験社会心理学研究』第34巻2号(1994)
- 「人間性を育てる教育(1)」『教育と医学』第44巻1号~同(24)第45巻12号（1996~1997）
- 「人間性を育てる教育をめざして」『教職研修』第308号(1998)
- （特別論文）「人間性を育てる教育」『高校教育展望』第23巻6号(1999)
- 「豊かな人間性の育成をめざして」『のびゆくこころ』（教師用指導書）（1~6年）明治図書(2001)
- 「豊かな人間性を育てる教育の創造」『初等教育資料』第704号(1999)
- 「”いじめ”問題への対応と子どもの人権尊重」『別冊・教職研修』No.3(1995)
- 『社会の中のいじめと人権』東京都練馬区教育委員会(1996)
- 「少年犯罪の低年齢化と学校の対応」『別冊・教職研修』(1998)
- 「社会心理学」中西信男・他（編）『現代心理学―その歴史と展望』ナカニシヤ(1998)
- 「”学級集団”の形成と学級崩壊”;”学級集団の育成」坂本昇一（編）『”学級崩壊”克服の学級経営』教育開発研究所(2000)
- 「帝京大学教育学科における研究と教育」『帝京大学文学部紀要教育学26』(2001)
- 「社会心理学」新カトリック大事典編纂委員会（編）『新カトリック大事典』（第3巻）研究社(2002)
- 「コミュニケーションにおける基本的視点」『教育と医学』第51巻9号(2003）
- 「私の’座右の銘’」『道徳教育』No.542（明治図書）(2003)
- 「21世紀の更生保護についての一つの視点」『中野区保護司会50周年記念誌』(2003)
- 「人間の社会的行動と道徳性」『心と社会』No.118(日本精神衛生会）(2004)
- 「私にとっての国際行動」国際行動学会（編）『文化摩擦における戸惑い』創元社(2004)
- 「道徳性発達に関する日韓比較研究:その序説―HEARTを通して」『国際行動学研究』第2巻(2007)
- 「社会心理学から考える生と死―日本人間関係学会第13回大会・大会企画シンポジウム:生と死に関わる人間関係－Well-Beingのために『日本人間関係学会第13回大会発表要旨集』(2005)
- 「交流－既知と未知を超えて:日本人間関係学会15周年記念大会シンポジウム―人間関係の意味と重要性を問い直す(2007)『日本人間関係学会第15回大会発表要旨集』(2007)
- 『交流:既知と未知を超えて―ワコウの日記から―』古畑和孝(2007)（A5版860ページ）
- 「インターネットにおけるコミュニケーション考―SNSミクシィにおける一事例を通して」『帝京大学文学部心理学科紀要』第12巻(2008)
- 「葛藤で育つ子どもの心」『道徳教育』明治図書（No.613)(2009)
- 「草創期のICUへのコミットメントとその後の軌跡」国際基督教大学心理学研究室（編）『こころの面影』(2012)
- 「留学と人生」『心理学ワールド』59号 （Ex-Over Seas）日本心理学会 (2012)
- 「デジタル社会と子ども」『道徳教育』No.655 明治図書(2013)
- 「子どもの いじめと人権 を超えて―88年の軌跡を通して」（特別講演）『第42回ICU教育セミナー』(2019)
- 「未知との遭遇、その連続―回顧と現在」（巻頭言）『心理学ワールド』（91号）日本心理学会(2020)
- 「コロナ禍に於ける大相撲の楽しみ方」『すもう瓦版 土俵』（No.286)(2021)
- 「wakoh古畑和孝の日記」SNS『趣味人倶楽部』（1946篇-2023.12時点）（2012.04~2023.12)